# Чебсин
Чебси́н (адыг. адыгэ, цIопсынэ) — один из малых этнографических групп (субэтносов) адыгов, некогда проживавших у побережье Чёрного моря, в районе Анапы. 

## Этимология
ЦIопсынэ в переводе с адыгского означает — «сияющий родник» (адыг. цӏу — «сияющий» и псынэ — «родник»).

## История
В российской историографии и этнографии Кавказа, чебсин были известны до окончания Кавказской войны. После окончания Кавказской войны более не встречались, а их диалект адыгского языка оказался утрачен. Хотя уже к началу XIX века он был  повсеместно вытеснен натухайским диалектом. 
Сведений крайне мало.
В 1857 году Люлье, Леонтий Яковлевич писал:

Чебсины, сродники жанеевцев, оставили после себя память, дав имя своё одной из долин, примыкающей к Чёрному морю, и ныне слились, как выше сказано, с натухажцами.
В 1871 году русский историк, академик и генерал-лейтенант Николай Дубровин писал:

Среди натухажцев жили три других поколения племени адыге, влившихся в них:
- хетук, или адале, жившие на полуострове Тамани, а теперь разбросанные в разных местах среди натухажцев;
- чебсин;
- хегайк, жившие в окрестности Анапы, в котловине Чехурай.

. 
Л.Я. Люлье писал, что потомок владетельного дома чебсинов — князь Бастоко Пшимаф, имея чин поручика, проживал между натухайцев без всякой власти и преимуществ, присвоенных его происхождением. 